# Amiran Sanaia
Amiran Sanaia (ur. 3 września 1989 w Suchumi) – gruziński piłkarz występujący na pozycji obrońcy.
W barwach klubów SC Bastia oraz Rodez AF rozegrał 40 spotkań w drugiej lidze francuskiej. Natomiast na poziomie trzeciej ligi jako zawodnik SC Bastia, Luzenac AP, Paris FC, Les Herbiers VF i Rodez AF wystąpił łącznie w 106 meczach i strzelił jednego gola.
W reprezentacji Gruzji zadebiutował 16 listopada 2007 w wygranym 2:1 towarzyskim meczu z Katarem. W latach 2007–2009 w drużynie narodowej wystąpił sześć razy.